# Phyllota luehmannii
Phyllota luehmannii är en ärtväxtart som beskrevs av Ferdinand von Mueller. Phyllota luehmannii ingår i släktet Phyllota och familjen ärtväxter. Inga underarter finns listade i Catalogue of Life.